# Estadio de la Universidad Akdeniz
El Estadio de la Universidad Akdeniz (en turco: Akdeniz Üniversitesi Stadyumu), es un estadio multiuso ubicado en la Universidad Akdeniz, de la ciudad de Antalya, Turquía. En él disputa sus partidos como local el Antalyaspor desde junio de 2012. Fue una de las sedes donde se disputaron algunos partidos de la Copa Mundial de Fútbol Sub-20 de 2013.
- Datos: Q417007